# Mulchén
Mulchén is een gemeente in de Chileense provincie Biobío in de regio Biobío. Mulchén telde 29.627 inwoners in 2017 en heeft een oppervlakte van 1.925 km².